# Mi d'Aquari
Mi d'Aquari (μ Aquarii) és una estrella binària de la constel·lació d'Aquarius. Està aproximadament a 155 anys llum de la Terra. Comparteix el nom tradicional d'Albulaan amb ν Aquarii. El seu nom deriva del terme àrab al-bulacān que significa "les dues anguiles".
Mi d'Aquari és una binària espectroscòpica i és del tipus A3m. Els seus dos components tenen un període orbital de 1872 dies i una separació de 0,1 segons d'arc.